# 山宮允
山宮 允（さんぐう まこと、1890年（明治23年）4月19日 - 1967年（昭和42年）1月22日）は、日本の詩人、英文学者。日本詩人クラブ発起人の一人。

## 略歴
山形県出身。山形県立荘内中学校（現・山形県立鶴岡南高等学校）から、第一高等学校に進む。一高時代からアララギの歌会に参加した。
1914年在学中に中心となって第三次『新思潮』を創刊、ほかに豊島与志雄、山本有三、井出説太郎（土屋文明）、柳川隆之介（芥川龍之介）、草田杜太郎（菊池寛）、成瀬正一、久米正雄、佐野文夫、松岡譲がいた。
1915年東京帝国大学英文科卒。
1917年、川路柳虹らと詩話会を結成、1918年から評論集『詩文研究』を上梓する。第六高等学校教授、東京府立高等学校教授、法政大学教授を務めた。ウィリアム・バトラー・イェーツやウィリアム・ブレイクの翻訳紹介を行った。
1949年10月に日夏耿之介・西條八十・柳沢健らと共に日本詩人クラブを創立し、常務理事長を務めた。
1951年1月、母校である山形県立鶴岡南高等学校の校歌の作詞をする。

## 著書
- 『詩文研究』 績文堂 1918年
- 『詩岳に登る』 詩論集 大雄閣 1925年
- 『英詩十講 ラヂオ放送』 宝文館 1928年
- 『ブレイク論稿』 三省堂 1929年
- 『明治大正詩書綜覧 本文編・図録編』 啓成社 1934年
- 『歌久都』 訪書書局 1936年
- 『スヰンバーン 研究社英米文学評伝叢書』(全100巻,別冊3巻) 研究社出版 1938年
- 『虚実集』 光昭館 1939年
- 『書物と著者』 吾妻書房 1949年
- 『英詩詳釈』 吾妻書房 1954年
- 『きんのりんご』 講談社の絵本 1955年
- 『山宮允著作選集』 全3巻 山宮允著作選集刊行会 1964年-1966年

## 共著
- 『緑泉集』 大雄閣 1925年

## 翻訳作品
- ウィリアム・バトラー・イエイツ『善悪の観念』東雲堂書店 1915年
- 『現代英詩鈔』 有朋館書店 1917年
- 『ブレーク選集』 アルス 1922年
- 『世界童話大系 第8巻(愛蘭篇)』イエイツ童話集 グレイヴズ童話集 世界童話大系刊行会 1925年
- 『英米新詩選』寳文館 1925年
- イエイツ『紅雀』 内外出版 1925年
- イエイツ編『隊を組んで歩く妖精達 アイルランド童話集』岩波文庫 1935年
- 『イエイツ詩抄』 岩波文庫 1946
- 『バイロン詩集 第1卷』 島田謹二、大河内孝、外山定男、太田三郎共譯 三笠書房 1949年10月
- 小泉八雲『耳なし芳一』小峰書店 1950 (日本童話小説文庫)
- 井伏鱒二等編『いぎりす童話集 』河出書房 1951年
- 『イエイツ詩選』吾妻書房 1955年
- 川野達夫編『イギリス詩集』 人生社 1953年

## 記念論集
- 近代詩の史的展望 / 山宮允教授華甲記念文集編纂会 河出書房 1954

## 親族
- 長兄 山宮鼎（内務官僚、名古屋市助役）[1]